# Медаль «В память 50-летия шефства Александра II над Прусским уланским полком»
Медаль «В память 50-летия шефства Александра II над 3-м Прусским уланским полком» — государственная награда, памятная медаль Российской империи, предназначавшаяся для прусских солдат и офицеров.

## Основные сведения
Медаль «В память 50-летия шефства Александра II над 3-м Прусским уланским полком» — медаль Российской империи, учреждённая в связи с юбилеем наставничества Александра II над этим прусским военным формированием. Учреждена в июне 1879 года, имела золотой и серебряный варианты.

## Описание медали
Медали сделаны из серебра и золота. Диаметр 27 мм. На лицевой стороне медали изображён портрет Александра II, обращённый влево. Вдоль края медали с двух сторон надпись по-немецки «ZUM ANDENKEN», что значит «НА ПАМЯТЬ». На оборотной стороне медали вдоль края по окружности надпись «KOEN.PREUSS.KAISER ALEXANDER V.RUSSLAND ULANEN REG.(1.BRANDENB.) № 3». В центре даты в две строчки: «1829 1879». Даты разделены двумя чертами с точкой. Внешнюю надпись и даты также разделяет лавровый венок.
Медали изготовлены на Санкт-Петербургском монетном дворе в июне 1879 года. Всего отчеканено  656 серебряных и 21 золотая медаль.

## Порядок ношения
Медаль имела ушко для крепления к колодке или ленте. Носить медаль следовало на груди. Лента медали — Андреевская.